# Grupello-Haus

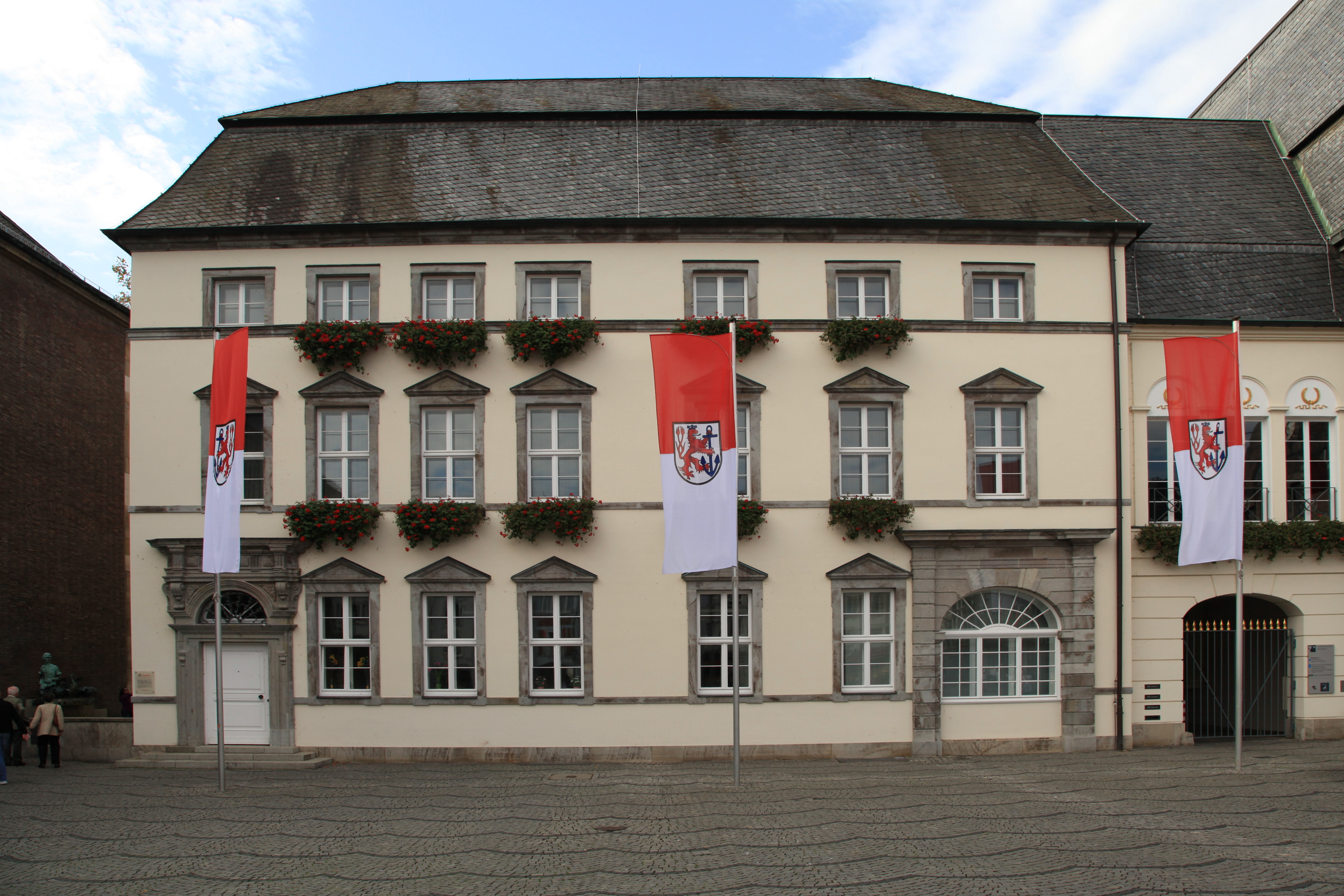
Grupellohaus, 2012

Das Grupello-Haus, zeitweise auch Gouvernementshaus genannt, ist ein ursprünglich als Wohnhaus errichtetes Gebäude am Marktplatz 4, Ecke Zollstraße, in Düsseldorf-Altstadt, das heute im Zusammenhang mit dem Rathaus für Sitzungszwecke genutzt wird.

## Geschichte

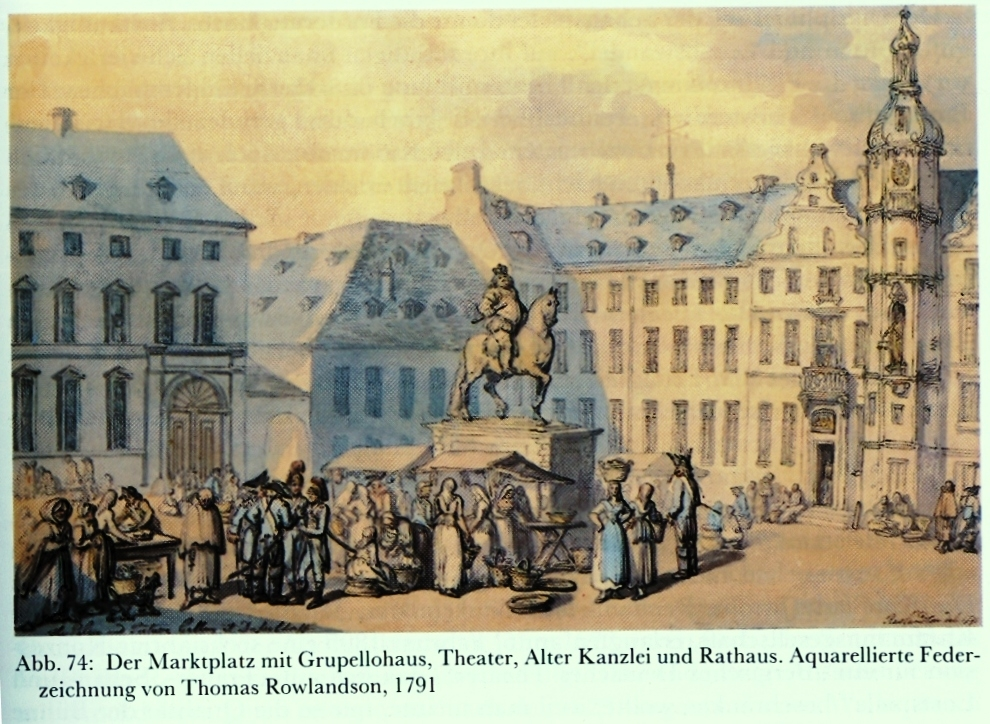
Grupellohaus (links) auf einer Tuschezeichnung von Thomas Rowlandson, 1791

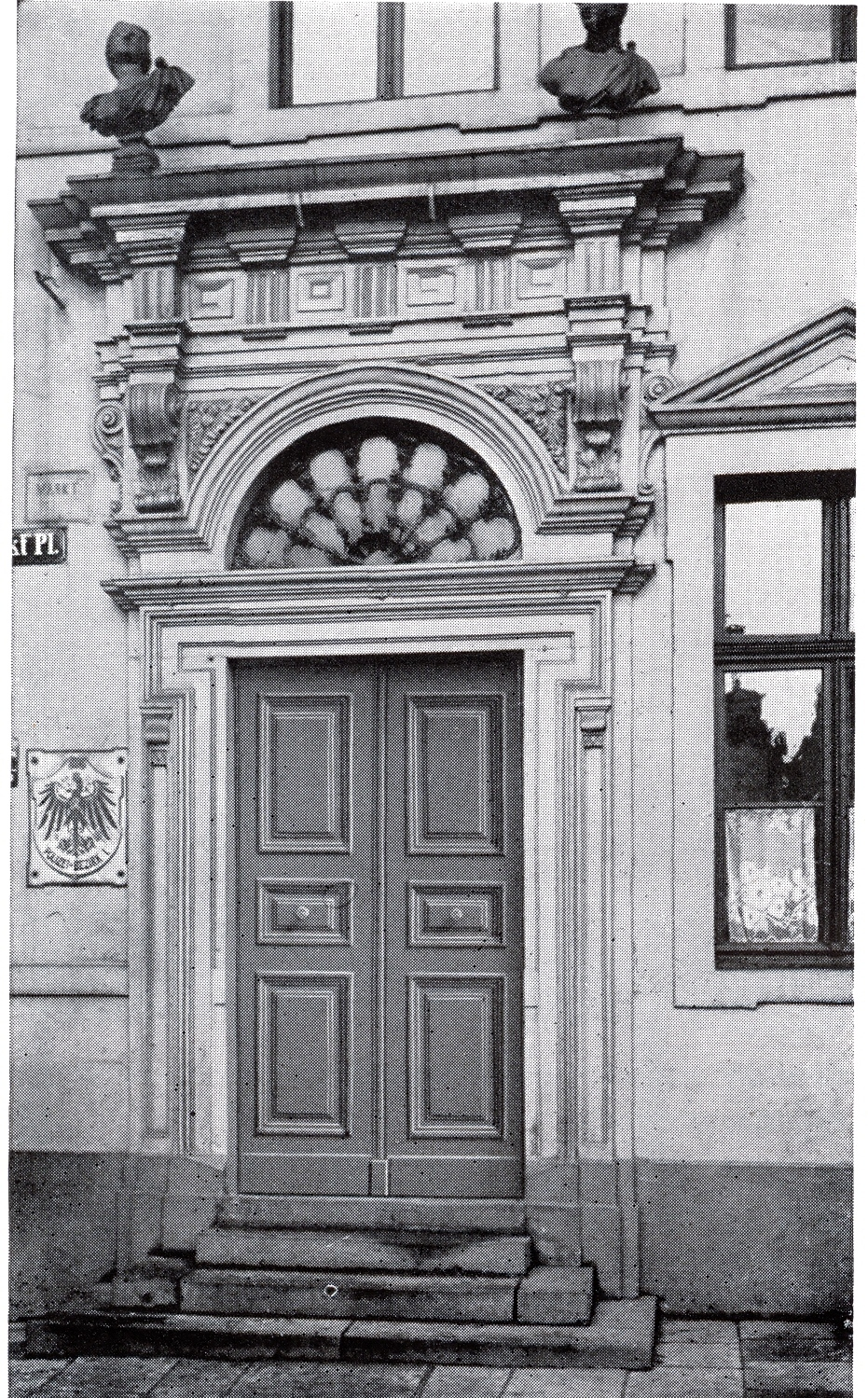
Historisches Foto des Portals mit Grupello-Büsten

Das Grupello-Haus entstand zu Beginn des 18. Jahrhunderts als dreigeschossiges Wohnhaus. Der Eigentümer, Kurfürst Johann Wilhelm von der Pfalz, schenkte es im Jahr 1708 dem Bildhauer Gabriel Grupello. Dieser hatte nebenan ein Gießhaus als Werkstätte. Der Entwurf des barocken Gebäudes wird dem Hofarchitekten Matteo Alberti zugeschrieben. 
Im Jahr 1748 erwarb Kurfürst Karl Theodor das Haus und vermietete es an den Maler und Kunstagenten Lambert Krahe, der um 1762 darin eine Zeichenschule eröffnete und später erster Direktor der Kunstakademie Düsseldorf wurde. 1769 übersiedelte Krahe mit seiner Zeichenschule in das „Bongard-Haus“ am Jesuitenkloster in der Mühlenstraße. Sodann bewohnte Gouverneur Johann Joseph Wilhelm von Efferen das Gebäude, weswegen es auch „Gouvernementshaus“ genannt wurde. Aus preußischem Staatsbesitz ging es 1818 durch eine Schenkung in das Eigentum der Stadt Düsseldorf über. Später war darin das Polizeiamt untergebracht, danach andere Verwaltungsstellen der Stadt.
Das im Zweiten Krieg durch Luftangriffe beschädigte Haus wurde vereinfacht wiederaufgebaut und Ende der 1960er Jahre umgebaut. 1969 wurde ein neuer Sitzungssaal des Rathauses im Haus eröffnet. Ende 2010 wurde die Fassade des Hauses saniert. Dabei wurde der Blauton durch einen hellen Sandton ersetzt, der an den historischen Zustand angelehnt ist. Zudem wurden die Natursteinornamente repariert und die Johannes-Nepomuk-Plastik an der Seite der Zollstraße wiederhergestellt. Original-Büsten Grupellos, die das antikisierende Barock-Portal zierten, befinden sich heute im Stadtmuseum. Am 16. November 2012 wurden zwei Repliken aus Betonguss, die anstelle der Originale auf das Portalsims gelangten, eingeweiht.